# Луиза д’Альбре (виконтесса Лиможа)
Луиза д’Альбре (Louise de Limoges; ум. 1531) — виконтесса Лиможа (1516—1531), дама д’Авен и де Ландреси.
Родилась около 1475 года. Дочь Алена д’Альбре (ум. 1522).
От старшего брата — Габриэля (ум. 1503/1504) унаследовала сеньорию Авен. Виконтство Лимож получила после смерти другого брата — Жана III д’Альбре (1516). 
В 1495 году (9 декабря) Луиза д’Альбре вышла замуж за Шарля де Круи (Charles de Croÿ), принца де Шиме.
Дети:
- Шарль де Крой (15.03.1496—1496)
- Франсуаза де Крой (7.11.1498—), монахиня
- Филипп де Крой (21.04.1500—1503)
- Анна де Крой (22.02.1502—6.08.1539), принцесса де Шиме, дама д’Авен, Ландреси, Сен-Венан и Лиллер. Муж (30.08.1520): Филипп II де Крой, герцог д’Арсхот (1496—1549)
- Анжильбер де Крой (14.06.—4.10.1503)
- Изабо де Крой (18.07.1504—), не была замужем
- Жан де Крой (9.02.—03.1505)
- Маргарита де Крой (6.12.1508—11.07.1540), дама де Ваврен, Экоссинн, Варпон и Бребьер. Муж (30.08.1528): граф Шарль II де Лален (ок. 1506—1558)

Умерла 21 сентября 1531 года, похоронена в церкви Авена. После её смерти Лимож отошёл Генриху II, сыну Жана III д’Альбре.